# أوليفر لافارغ
أوليفر لافارغ (بالإنجليزية: Oliver La Farge)‏‏ (19 ديسمبر 1901 في نيويورك - 2 أغسطس 1963 في ألباكركي)؛ عالم إنسان، وروائي، وكاتب، وكاتب سيناريو، وصحفي من الولايات المتحدة.

## الجوائز
- زمالة غوغنهايم

## روابط خارجية
- أوليفر لافارغ على موقع IMDb (الإنجليزية)
- أوليفر لافارغ على موقع الموسوعة البريطانية (الإنجليزية)
- أوليفر لافارغ على موقع قاعدة بيانات الأفلام السويدية (السويدية)
- أوليفر لافارغ على موقع إن إن دي بي (الإنجليزية)
- أوليفر لافارغ على موقع قاعدة بيانات الفيلم (الإنجليزية)